# Référendum constitutionnel nigérien de 1992
Le référendum constitutionnel nigérien de 1992 a lieu le 26 décembre 1992 afin de permettre à la population de se prononcer sur une nouvelle constitution visant à restaurer le multipartisme pour la première fois depuis l'indépendance en 1960, mettant fin au régime à parti unique. 
Le texte est l'aboutissement de la Conférence nationale réunissant les délégués du monde civil à partir du 29 juillet 1991, après que des manifestations de grande ampleur ait conduit l'armée à céder en février 1990. La nouvelle constitution met en place de forte garanties des libertés individuelles, ainsi qu'un pouvoir exécutif bicéphale composé d'un président et d'un Premier ministre soumis au vote de confiance du parlement. Le président de la République voit son mandat réduit de sept à cinq ans, mais n'est plus soumis à une limitation du nombre de ses mandats. L'armée est exclue de tout rôle dans la conduite du gouvernement.
Le projet soumis à référendum reçoit une large majorité des suffrages, conduisant ainsi à l'établissement de la Troisième République le 22 janvier 1993.

## Résultat
| Choix                     | Votes     | %     |
| ------------------------- | --------- | ----- |
| Pour                      | 1 945 653 | 89,79 |
| Contre                    | 221 267   | 10,21 |
|                           |           |       |
| Votes valides             | 2 166 920 | 98,17 |
| Votes blancs et invalides | 40 300    | 1,83  |
| Total                     | 2 207 220 | 100   |
| Abstention                | 1 693 661 | 43,42 |
| Inscrits/Participation    | 3 900 881 | 56,58 |